# Усан
Усан — племенной союз на территории острова Уллындо и прилегающих островов в период Трех корейских государств в VI—IX веках.

## История
Согласно историческим записям периода Трёх государств Кореи: Когурё, Пэкче и Силла — Самгук Саги, племенной союз Усан был завоёван Ким Исабу в 512 году. В корейских хрониках описана легенда о том, как Ким Исабу (военачальник и политик) при завоевании острова Уллындо использовал макеты в виде деревянных львов или тигров, чтобы запугать жителей.
Племенной союз редко упоминался в исторических летописях, но предполагается, что существовал после 512 года, выплачивая Силла — одному из трех корейских государств, время от времени символическую дань моллюсками, сушёной рыбой и креветками
В 892 году Усан заявил о своей независимости и просуществовал до своего присоединения к Корё в 935 году. Союз был передан гуну из клана Пак, который был вскоре свергнут и власть снова перешла к местной знати. Дальнейший статус Усана не известен. Однако известно, что в 1404 году Усан входил в состав Чосона и прислал два пханоксона для экспедиции для завоевания государства Тамла.
По хроникам Седжона, «Goryeosa» и «Mangi Yoram» Усан располагался на островах Уллындо и Усандо. При этом одно из названий Усандо — это остров Лианкур (Токдо в Корее, Такэсима в Японии), за который идёт спор. Старые корейские географические записи указывают на то, что Уллеундо и Усандо могут видеть друг друга только в ясный день, хотя некоторые японцы оспаривают интерпретацию некоторых записей.

## Старые корейские карты

Усан
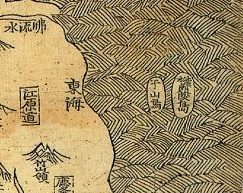
Чосон карта(1530): Уллындо (鬱陵島) и Усан (于山島)
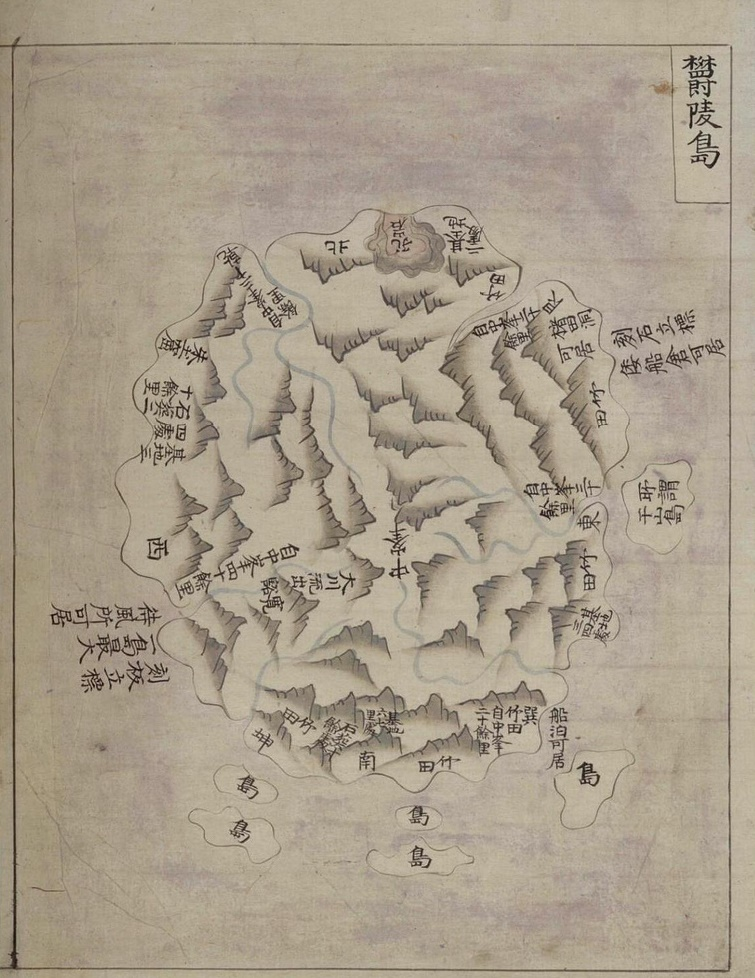
廣輿圖 (Gwang Yeodo,1737-1776) Эта карта показала Уллындо с маленьким островом с его восточного берега, обозначенным как «так называемый «Усандо»,(所謂 于山島).
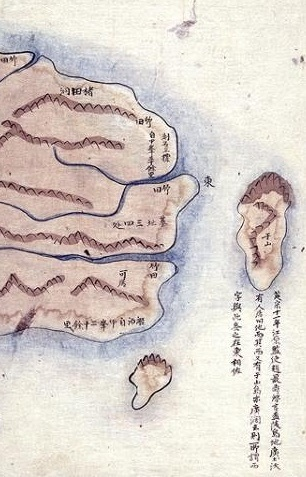
Ким Чжон-хо «Daedongyeojido» (1861): Восточный Уллындо(鬱陵島) и Усандо (于山)
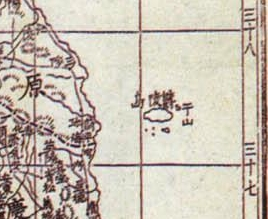
Карта Корейской Империи: Уллындо (鬱陵島) и Усан (于山)